# Mniší

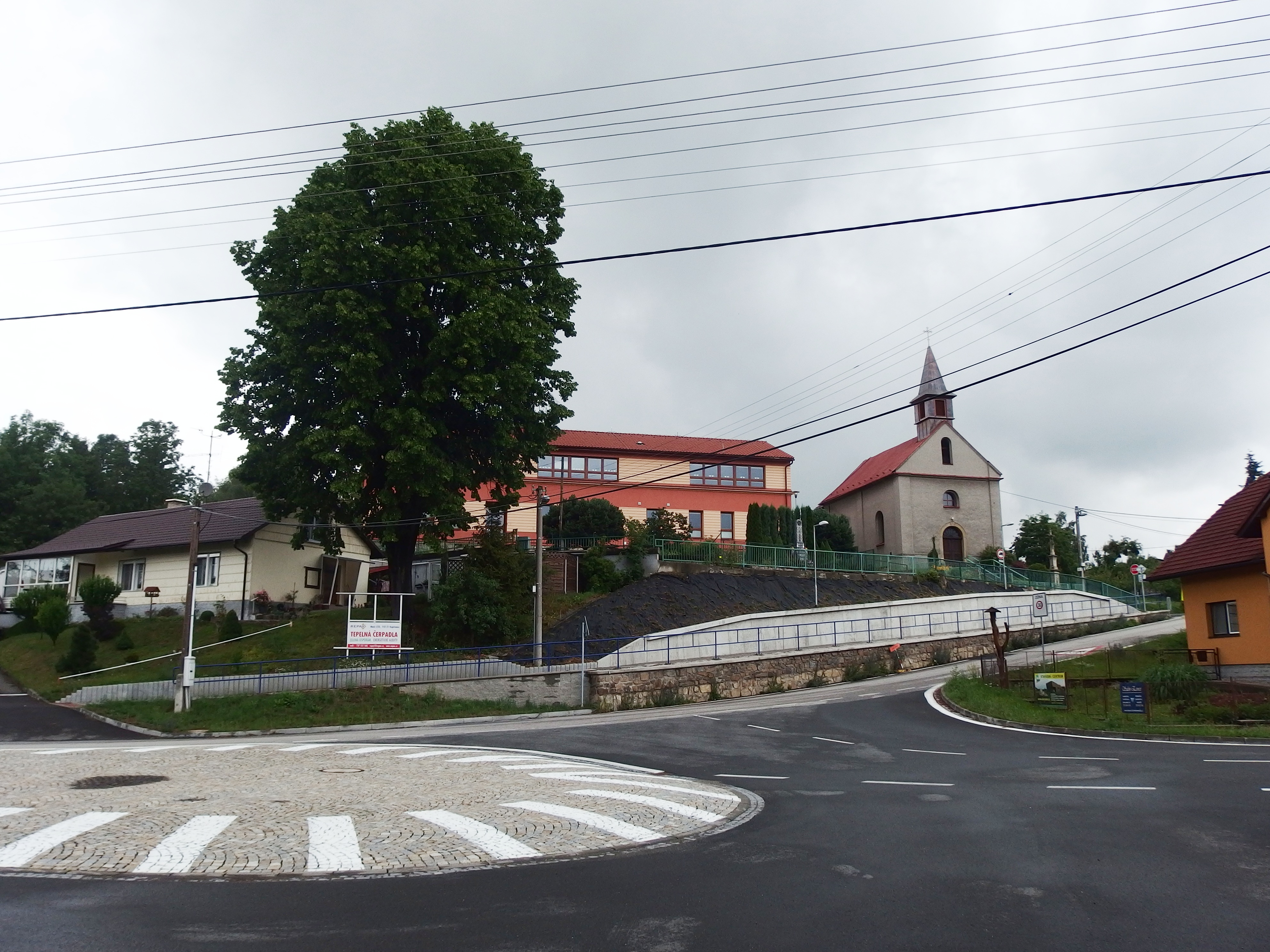
Ortszentrum, im Hintergrund die Kapelle der hl. Maria Magdalena

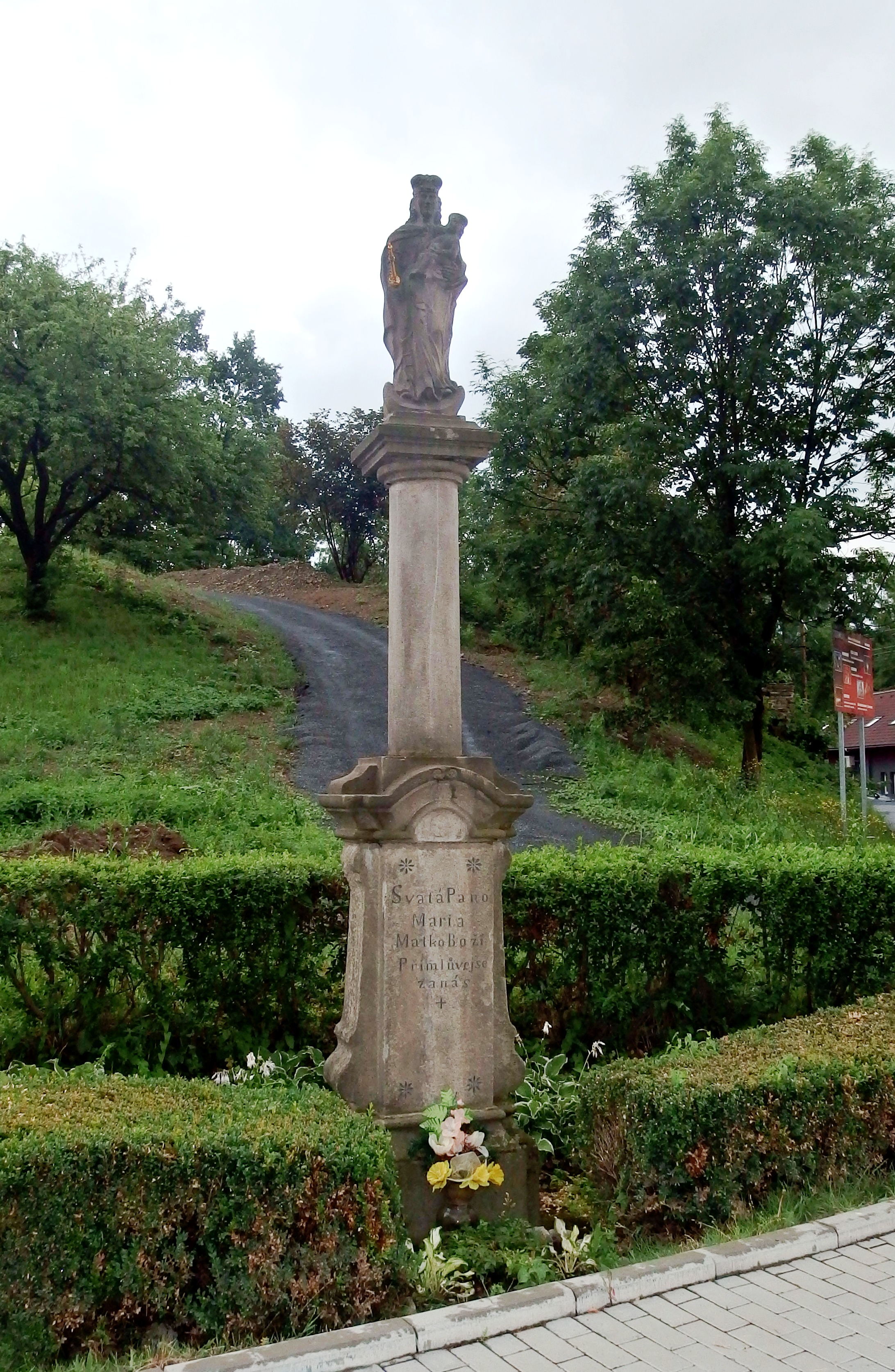
Mariensäule

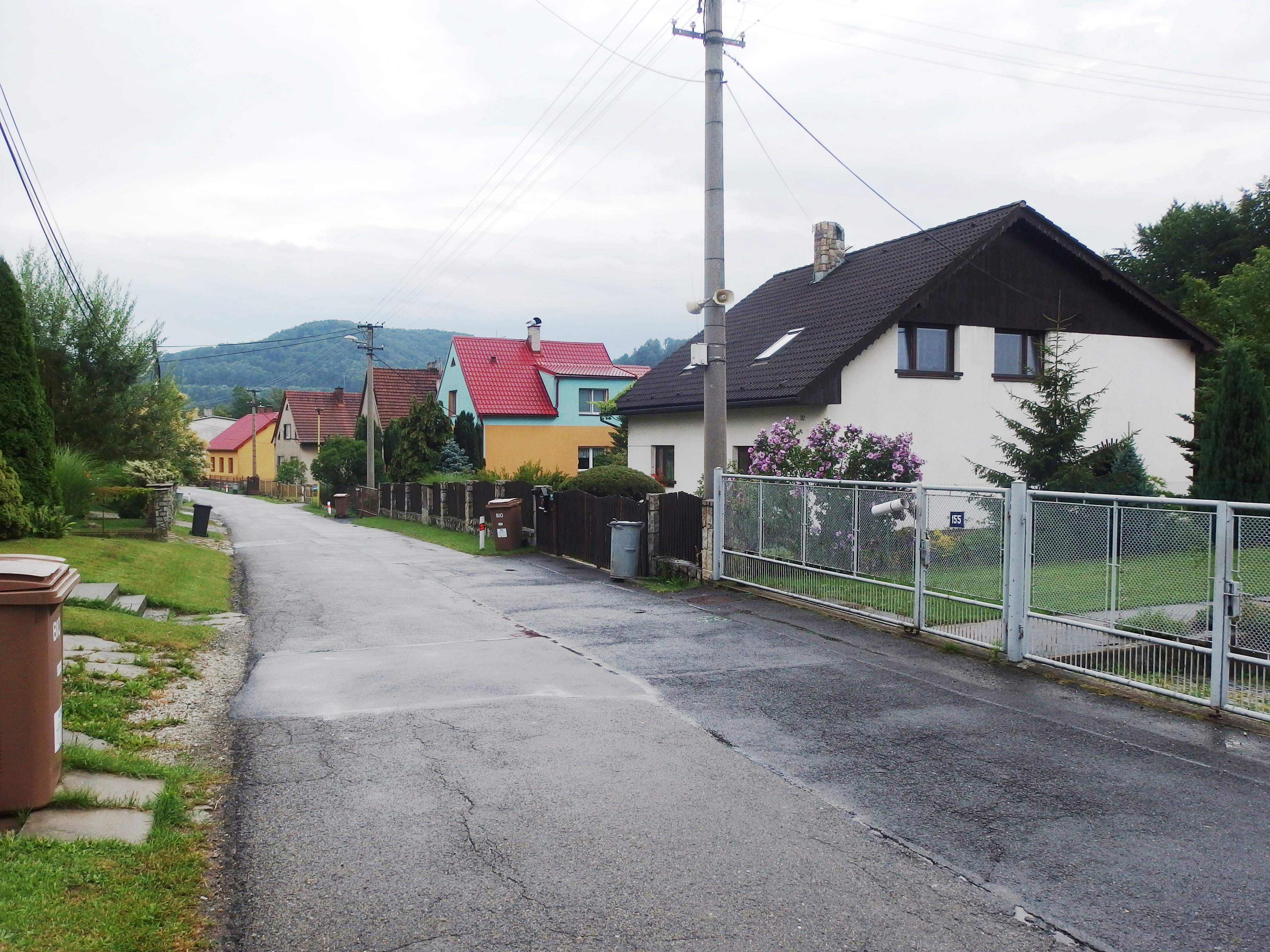
Häuser an der Straße nach Kozlovice

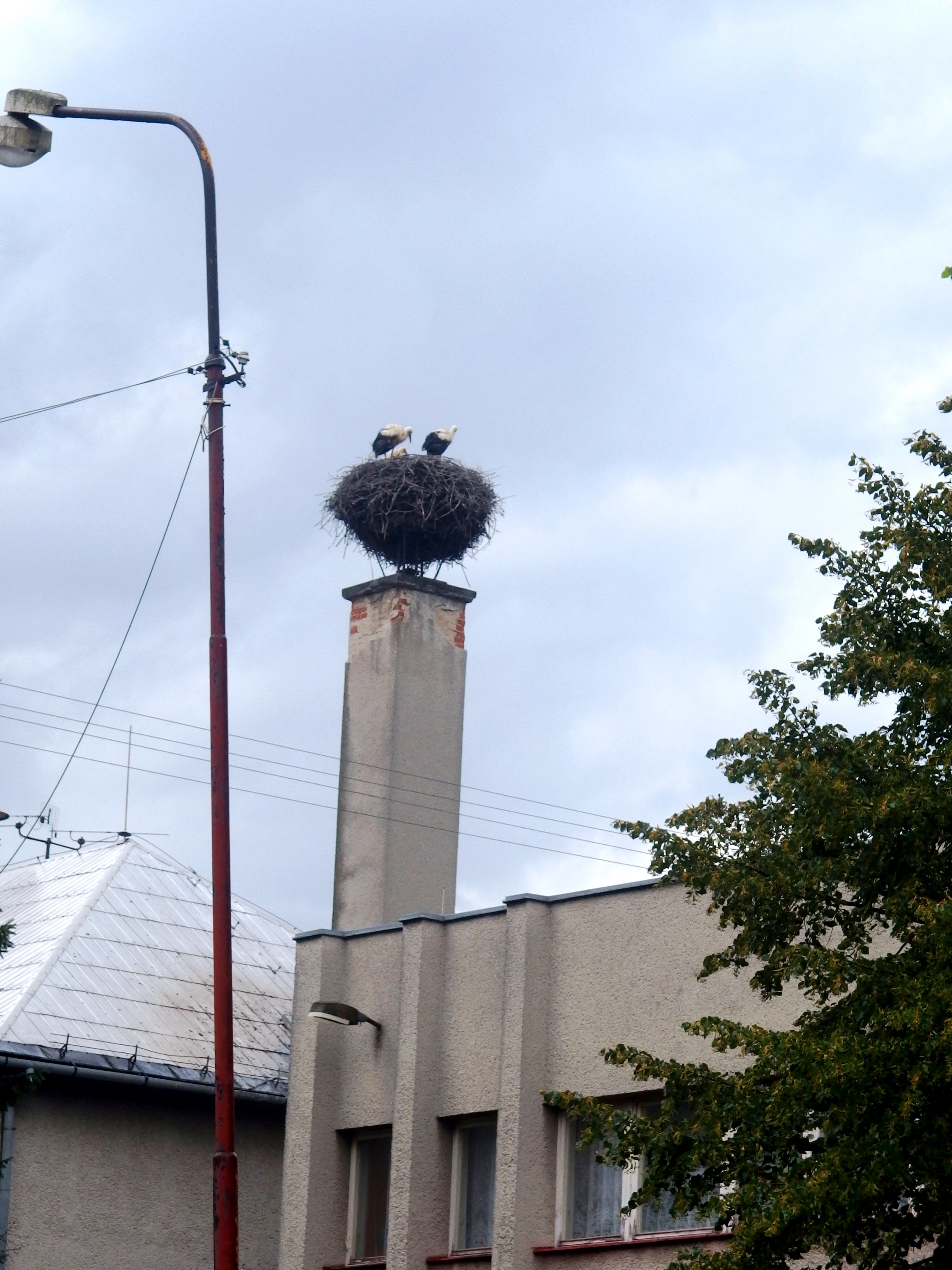
Storchennest

Mniší (deutsch Mönchsdorf, zuvor Mausdorf und Mischy) ist ein Ortsteil der Stadt Kopřivnice in Tschechien. Er liegt vier Kilometer östlich von Kopřivnice und gehört zum Okres Nový Jičín.

## Geographie
Mniší befindet sich am Bach Lubinka in der Štramberská vrchovina (Stramberger Bergland). Westlich des Dorfes fließt die Lubina. Im Norden erheben sich die Velová (390 m n.m.) und Větřkovická hůrka (447 m n.m.), nordöstlich der Kazničov (601 m n.m.), im Osten die Strážnice (481 m n.m.), südöstlich die Kamenice (447 m n.m.) und der Na Vrchu (467 m n.m.), im Süden die Tichavská hůrka (542 m n.m.) und die Hůrka (418 m n.m.), südwestlich der Holý vrch (487 m n.m.) und die Pískovna (584 m n.m.) sowie im Nordwesten der Kabuďův vrch (370 m n.m.). Durch den Ort führt die Staatsstraße II/486 zwischen Vlčovice und Brušperk. Mniší liegt am Rande des Naturparks Podbeskydí. Gegen Nordosten erstreckt sich in den Palkovické hůrky das Wildgehege Hukvaldy.
Nachbarorte sind Hájov und Horní Sklenov im Norden, Hukvaldy, Rybí und Myslík im Nordosten, Měrkovice im Osten, Telecí, Kozlovice und Živičky im Südosten, Pružiny und Tichá im Süden, Vlčovice im Südwesten sowie Sýkorec, Drnholec nad Lubinou und Větřkovice im Nordwesten.

## Geschichte
Das Waldhufendorf wurde wahrscheinlich zum Ende des 13. Jahrhunderts während des Landesausbaus unter dem Olmützer Bischof Bruno von Schauenburg durch Velehrader Zisterziensermönche gegründet. Mniší war anfänglich Teil des großen Dorfes Theodorici villa, das später in drei Dörfer aufgeteilt wurde, die bis zu den Hussitenkriegen im Besitz der Abtei Velehrad verblieben. Danach wurde das Dorf der nahe gelegenen Burg Hukenwald untertänig, auf der die Bewohner zu Roboten verpflichtet waren. Die Aufsicht im Dorf führte ein von der Grundherrschaft eingesetzter Vogt, der zur Errichtung von Mahl- und Sägemühlen sowie Schenken sowie zur Ansiedlung der im Dorf benötigten Handwerke berechtigt war. Die im herrschaftlichen Archiv befindlichen alten Urkunden gingen 1762 beim Brand der Burg Hukenwald verloren. 
Die erste urkundliche Erwähnung von Mnissy erfolgte 1437 als der Pfandherr, König Sigismund die Herrschaften Schauenstein und Hukenwald vereinigte und die Burg Schauenstein aufgab. Im Jahr darauf überließ König Sigismund die vereinigte Herrschaft Hukenwald an Johann Czazek von Saan. 1564 erweiterte Bischof Markus Kuen die Brau- und Schenkrechte der Stadt Freiberg und unterstellte Mnissý zusammen mit neun weiteren Dörfern bis zur Errichtung einer herrschaftlichen Brauerei dem Freiberger Bierzwang. Sein Amtsnachfolger Wilhelm Prusinovský von Víckov gründete zwei Jahre später unterhalb der Burg Hukenwald das gleichnamige Dorf und ließ dort 1567 ein Brauhaus anlegen. Dessen ungeachtet ordnete er für Mnissý und weitere Dörfer die Abnahme von Freiberger Bier an. Nach weiteren Verpfändungen wurde die Herrschaft Hukenwald 1581 durch Bischof Stanislaus Pavlovský von Pavlovitz wieder eingelöst und verblieb danach immer im Besitz des Bistums Olmütz. Kardinal von Dietrichstein übertrig 1615 die bis dahin von der Stadt Mährisch Ostrau ausgeübte Gerichtsbarkeit über Mnissý und andere Dörfer  an die Stadt Freiberg. Seit dem 18. Jahrhundert war das Vogtsamt erblich. Im Jahre 1790 bestand Missi aus 47 Häusern und hatte 217 Einwohner. Der letzte Vogt war Jan Pustějovský, der von 1819 bis 1852 amtierte. Seit 1820 wurde in Mischy nachweislich unterrichtet, die Lehrer waren in der Regel Dorfbewohner mit Bildung oder ehemalige Militärangehörige. 
Im Jahre 1835 bestand das im Prerauer Kreis an der Handelsstraße von Hochwald nach Frankstadt gelegene Dorf Mischy bzw. Missy, auch Mnissy genannt, aus 58 Häusern, in denen 409 Personen lebten. Haupterwerbsquelle bildete die Landwirtschaft, insbesondere die Viehzucht.  Pfarrort war Freiberg. Der Sitz des Oberamtes befand sich in Hochwald. Bis zur Mitte des 19. Jahrhunderts blieb Mischy der fürsterzbischöflichen Lehnsherrschaft Hochwald untertänig.
Nach der Aufhebung der Patrimonialherrschaften bildete Myší / Mausdorf ab 1849 mit dem Ortsteil Sprůžinky eine Gemeinde im Gerichtsbezirk Freiberg. Mit dem Beginn der Industrialisierung verdiente sich in der zweiten Hälfte des 19. Jahrhunderts ein Teil der Einwohner seinen Lebensunterhalt durch Lohnarbeit bei der Nesselsdorfer Wagenbau-Fabriks-Gesellschaft oder in den Fabriken in Freiberg und Frankstadt. In dieser Zeit setzte eine große Auswanderungswelle nach Nordamerika – insbesondere nach Texas – ein, die bis zum Beginn des Ersten Weltkrieges anhielt. 1864 eröffnete in Vlčovice eine einklassige Trivialschule, in der bis 1886 auch die Kinder aus Myší unterrichtet wurden. Ab 1869 gehörte Myší zum Bezirk Neutitschein. Zu dieser Zeit hatte das Dorf 468 Einwohner und bestand aus 66 Häusern. Im Jahre 1886 erhielt das Dorf eine eigene Schule. 1889 wurde zudem ein eigener Friedhof angelegt, zuvor erfolgten die Begräbnisse in Větřkovice. Die Kapelle und der Friedhof wurden 1891 geweiht. Im Zuge der Errichtung der Pfarrei Vlčovice wurde Myší 1892 von Freiberg nach Vlčovice umgepfarrt. Im Jahre 1900 lebten in Myší 454 Personen, 1910 waren es 555.  Zu Beginn des 20. Jahrhunderts wurde der Name der Gemeinde in Mniší / Mönchsdorf geändert. Die Streusiedlung Spružinky wurde seit den 1920er Jahren nicht mehr als Ortsteil geführt. Im Jahre 1930 bestand Mniší aus 83 Häusern und hatte 559 Einwohner. Nach dem Münchner Abkommen wurde das lachischsprachige Dorf 1938 zunächst dem Deutschen Reich zugeschlagen. Im Zuge weiterer Grenzregulierungen wurde die Gemeinde am 24. November 1938 wieder aus dem Landkreis Neu Titschein ausgegliedert und an die Tschechoslowakei zurückgegeben; an der nordwestlichen Gemarkungsgrenze verlief die Staatsgrenze zum Deutschen Reich. Bis 1945 war Mönchsdorf dem Gerichtsbezirk und Bezirk Friedberg zugeordnet und kam nach Kriegsende wieder zum Okres Nový Jičín zurück. 
1949 wurde Mniší dem neu gebildeten Okres Frenštát pod Radhoštěm zugeordnet, der bei der Gebietsreform von 1960 wieder aufgehoben wurde. Im Jahre 1950 hatte das Dorf 527 Einwohner. Am 1. Januar 1980 erfolgte die Eingemeindung nach Kopřivnice.  Beim Zensus von 2001 lebten in den 178 Häusern von Mniší 661 Personen.

## Ortsgliederung
Zu Mniší gehört die Ansiedlung Pružiny (früher als Pružinky bzw. Spružinky  bezeichnet).
Der Ortsteil Mniší bildet einen Katastralbezirk.

## Sehenswürdigkeiten
- Burgruine Hukvaldy, nordöstlich des Dorfes
- Kapelle der hl. Maria Magdalena, geweiht am 22. November 1891
- Mariensäule
- Wildgehege Hukvaldy

## Söhne und Töchter des Ortes
- Bohuslav Kubalec (1913–1966), Pädagoge, Heimatforscher und Geograph